# Ншимиримана, Иоахим
Иоахим Ншимиримана — бурундийский бегун на длинные дистанции, который специализировался в марафоне. На олимпийских играх 2004 года занял 32-е место с результатом 2:19.31. На Олимпиаде 2008 года занял 68-е место на марафонской дистанции, показав результат 2:29.55. Занял 29-е место в марафонском беге на чемпионате мира 2003 года.
Занял 41-е место на чемпионате мира по полумарафону 2003 года — 1:04.54.	
Двукратный победитель Люблянского марафона в 2004 и 2006 годах.